# Jean Mangabeira da Silva
Jean Mangabeira da Silva (* 10. březen 1997, Brazílie) je brazilský fotbalový záložník, od léta 2020 hráč klubu MFK Karviná.

## Klubová kariéra

### Mládežnické roky
Mangabeira je odchovancem týmu Criciúma EC.

### Criciúma EC
Do prvního týmu Criciumy přišel na podzim 2017. První mužstvo tohoto týmu hrálo v tu dobu v Brazílii druhou nejvyšší soutěž. Mangabeira zde setrval až do začátku roku 2020 a za tu dobu si připsal 42 ligových startů, ve kterých branku nevstřelil.

### Capivariano FC
V lednu 2020 přestoupil do třetiligového Capivariana, ale než se vůbec stačil zapojit do prvních zápasů, vyhlédla si ho jako posilu česká prvoligová Karviná.

#### MFK Karviná (hostování)
Na hostování do Karviné tak přišel hned v únoru 2020. V rozběhnuté sezóně stihl nastoupit do pěti ligových zápasů, v nichž branku nevstřelil.

### MFK Karviná
Jeho výkony se vedení Karviné líbily a tak v létě 2020 přestoupil Mangabeira na trvalo. K 13. únoru 2021 nastoupil do 14 prvoligových zápasů, ve kterých branku nevstřelil. Odehrál také jedno utkání MOL Cupu, ani zde se střelecky neprosadil.

## Klubové statistiky
- aktuální k 13. únor 2021

| Tým         | Sezona         | Liga   | Liga   | Pohár  | Pohár  | Evropské poháry | Evropské poháry |
| Tým         | Sezona         | Zápasy | Branky | Zápasy | Branky | Zápasy          | Branky          |
| ----------- | -------------- | ------ | ------ | ------ | ------ | --------------- | --------------- |
| Criciúma EC | 2017 (2. liga) | 1      | 0      | -      | -      | -               | -               |
| Criciúma EC | 2018 (2. liga) | 28     | 0      | -      | -      | -               | -               |
| Criciúma EC | 2019 (2. liga) | 13     | 0      | -      | -      | -               | -               |
| MFK Karviná | 2019/20        | 5      | 0      | -      | -      | -               | -               |
| MFK Karviná | 2020/21        | 14     | 0      | 1      | 0      | -               | -               |
| Celkem      | Celkem         | 61     | 0      | 1      | 0      | 0               | 0               |